# Lagenanectes richterae
Lagenanectes richterae (лат.) — вид плезиозавров из нижнего мела, типовой и единственный в роде Lagenanectes. Оба описаны в 2017 году по найденным в 1964 году образцам (голотип BGR М 13328), которые хранились в музее естественной истории в Билефельде, Германия. Считается одним из наиболее хорошо сохранившихся окаменелостей плезиозавров этого геологического периода в Европе.
Родовое название Lagenanectes буквально означает «пловец Лайне» и относится как к реке Лайне, которая проходит через Зарштедт, так и к образу жизни этой морской рептилии. Название вида richterae дано в честь Аннетте Рихтер, главного куратора отдела естествознания в Государственном музее Нижней Саксонии в Ганновере, за её вклад в палеонтологическое исследование Нижней Саксонии.

## Описание
Голотип представляет собой неполный скелет, включающий большие части черепа, некоторые шейные и хвостовые позвонки, а также рёбра и часть конечностей. Длина около 8 метров. Остатки были найдены в 1964 году в заброшенном карьере около Зарштедта, Германия. Позже окаменелости были переданы в Ганновер, где они были причислены к эласмозавридам. Впоследствии они были переданы в Государственный музей Нижней Саксонии в Ганновере, где часть образца теперь демонстрируется. Однако только спустя 50 лет, в 2017 году, Свен Сакс, Ян Дж. Хорнунг и Бенджамин П. Кир подробно изучили образец и выделили его в новые вид и род.
Голотип Lagenanectes richterae был взрослой особью. На это указывает окостенение как черепных костей, так и позвонков и нервных дуг.
В передней части нижней челюсти обнаруживаются некоторые анатомические особенности, которые являются уникальными у плезиозавров (аутапоморфии): альвеолы располагаются сбоку, а на нижней стороне нижней челюсти имеется платформа с заметными вмятинами. Череп Lagenanectes указывает на округлую форму головы, с углублениями на верхней части. В этих канавках могут быть размещены электрорецепторы для обнаружения добычи. Шейные позвонки голотипа имеют квадратную форму и не имеют выемки на нижней стороне суставных поверхностей центра позвонков, что характерно для других эласмозаврид.
Затылок и первый шейный позвонок голотипа Lagenanectes richterae показывают патологические изменения костной структуры. Они могли быть вызваны инфекцией.